# Conz (cognome)
Conz è un cognome di lingua italiana.

## Varianti
Conzatti.

## Origine e diffusione
Il cognome è tipicamente friulano.
Potrebbe derivare dal cognome tedesco Kunz, a sua volta derivato dal prenome Konrad. È quindi affine al cognome italiano Corradi.
La variante Conzatti copre lo stesso areale.

## Persone
- Angelo Ugo Conz – ammiraglio e politico italiano
- Carmelio Conz – antifascista e partigiano italiano
- Francesco Conz – editore e collezionista italiano